# Coupe de France de rugby à XIII 2018-2019
Navigation
Édition précédente Édition suivante
La Coupe de France de rugby à XIII 2018-2019 est la 81e édition de la Coupe de France, compétition à élimination directe mettant aux prises des clubs de rugby à XIII amateurs et professionnels affiliés à la Fédération française de rugby à XIII dont un club italien pour la deuxième année consécutive.
La finale est prévue après six tours à élimination directe mettant aux prises les clubs amateurs et professionnels. Elle se déroule du 24 novembre 2018 au 9 juin 2019.

## Calendrier
| Tour                                           | Nom                | Dates retenues      | Équipes participantes | Équipes gagnantes |
| Épreuve éliminatoire                           |                    |                     |                       |                   |
| Entrée des clubs de DN1 et Fédérale            |                    |                     |                       |                   |
| 1                                              | Premier tour       | 24 novembre 2018    | 2                     | 1                 |
| Entrée des clubs d'Élite 2, de DN1 ou Fédérale |                    |                     |                       |                   |
| 2                                              | Deuxième tour      | 15-16 décembre 2018 | 44                    | 22                |
| Entrée des clubs d'Élite 1                     |                    |                     |                       |                   |
| 3                                              | Seizième de finale | 12-13 janvier 2019  | 32                    | 16                |
| 4                                              | Huitième de finale | 9-10 mars 2019      | 16                    | 8                 |
| 5                                              | Quart de finale    | 30-31 mars 2019     | 8                     | 4                 |
| 6                                              | Demi-finale        | 4-5 mai 2019        | 4                     | 2                 |
| 7                                              | Finale             | 9 juin 2019         | 2                     | 1                 |

## 1ertour(24 novembre 2018)
Le premier tour oppose deux équipes de DN 1. Ce premier tour apparait plus comme une sorte de tour préliminaire, avec le club de Saluces, un club italien qui dispute aussi le championnat de France. Le club est d'ailleurs traité avec égalité avec les clubs français, puisqu'il accueille le club de Cheval Blanc à domicile.
Légende : (1) Elite 1, (2) Elite 2 , (3) DN ou Fédérale.
| 24 novembre 2018 | Saluces (3) | 6 - 16 | (3) Cheval Blanc XIII |  |
| 24 novembre 2018 |             |        |                       |  |
| 24 novembre 2018 |             |        |                       |  |

## 2etour(15-16 décembre 2018)
Le second tour voit l'entrée en compétition des clubs d'Élite 2, de DN1 ou Fédérale.
Légende : (1) Elite 1, (2) Elite 2 , (3) DN ou Fédérale.
| 16 décembre 2018 | Paris Châtillon (3) | 8 - 14 | (2) Entraigues-sur-la-Sorgue |  |
| 16 décembre 2018 |                     |        |                              |  |
| 16 décembre 2018 |                     |        |                              |  |

| 16 décembre 2018 | Montpellier (3) | 0 - 68 | (2) Lyon-Villeurbanne |  |
| 16 décembre 2018 |                 |        |                       |  |
| 16 décembre 2018 |                 |        |                       |  |

| 16 décembre 2018 | Caumont (3) | 20 - 46 | (2) Toulon |  |
| 16 décembre 2018 |             |         |            |  |
| 16 décembre 2018 |             |         |            |  |

| 16 décembre 2018 | Saint-Martin (3) | 44 - 8 | (3) Vedène |  |
| 16 décembre 2018 |                  |        |            |  |
| 16 décembre 2018 |                  |        |            |  |

| 16 décembre 2018 | Cheval Blanc (3) | 18 - 30 | (2) Carpentras |  |
| 16 décembre 2018 |                  |         |                |  |
| 16 décembre 2018 |                  |         |                |  |

| 16 décembre 2018 | Apt (3) | 27 - 12 | (2) Salon-de-Provence |  |
| 16 décembre 2018 |         |         |                       |  |
| 16 décembre 2018 |         |         |                       |  |

| 16 décembre 2018 | Saint-Pierrais (3) | 4 - 40 | (2) Lescure-Arthes |  |
| 16 décembre 2018 |                    |        |                    |  |
| 16 décembre 2018 |                    |        |                    |  |

| 15 décembre 2018 | Villefranche 2 (3) | 4 - 34 | (3) Cahors |  |
| 15 décembre 2018 |                    |        |            |  |
| 15 décembre 2018 |                    |        |            |  |

| 15 décembre 2018 | Lescure 2 (3) | 10 - 26 | (2) Villefranche-de-Rouergue |  |
| 15 décembre 2018 |               |         |                              |  |
| 15 décembre 2018 |               |         |                              |  |

| 16 décembre 2018 | Aspet (3) | 20 - 10 | (3) Gratentour rugby XIII |  |
| 16 décembre 2018 |           |         |                           |  |
| 16 décembre 2018 |           |         |                           |  |

| 9 décembre 2018 | Villefranche d'Albi (3) | 14 - 38 | (3) Tonneins |  |
| 9 décembre 2018 |                         |         |              |  |
| 9 décembre 2018 |                         |         |              |  |

| 16 décembre 2018 | Clairac (3) | 16 - 48 | (3) Pujols |  |
| 16 décembre 2018 |             |         |            |  |
| 16 décembre 2018 |             |         |            |  |

| 16 décembre 2018 | La Réole (3) | 10 - 34 | (3) Trentels |  |
| 16 décembre 2018 |              |         |              |  |
| 16 décembre 2018 |              |         |              |  |

| 16 décembre 2018 | Ramonville (3) | 16 - 10 | (3) Réalmont |  |
| 16 décembre 2018 |                |         |              |  |
| 16 décembre 2018 |                |         |              |  |

| 15 décembre 2018 | Pomas (3) | 25 - 48 | (2) Baho |  |
| 15 décembre 2018 |           |         |          |  |
| 15 décembre 2018 |           |         |          |  |

| 16 décembre 2018 | Saint-Laurent (3) | 6 - 42 | (2) Villeneuve-Minervois |  |
| 16 décembre 2018 |                   |        |                          |  |
| 16 décembre 2018 |                   |        |                          |  |

| 16 décembre 2018 | Pamiers (3) | 24 - 26 | (3) Barcarès |  |
| 16 décembre 2018 |             |         |              |  |
| 16 décembre 2018 |             |         |              |  |

| 16 décembre 2018 | Ille (3) | 10 - 52 | (2) Villegailhenc |  |
| 16 décembre 2018 |          |         |                   |  |
| 16 décembre 2018 |          |         |                   |  |

| 15 décembre 2018 | Val d'Orbieu (3) | 16 - 76 | (2) Ferrals-les-Corbières |  |
| 15 décembre 2018 |                  |         |                           |  |
| 15 décembre 2018 |                  |         |                           |  |

| 16 décembre 2018 | Saint-Estève (3) | 0 - 32 | (3) Toulouges |  |
| 16 décembre 2018 |                  |        |               |  |
| 16 décembre 2018 |                  |        |               |  |

| 16 décembre 2018 | Val de Dagne (3) | 16 - 14 | (3) Salses |  |
| 16 décembre 2018 |                  |         |            |  |
| 16 décembre 2018 |                  |         |            |  |

| 15 décembre 2018 | Villegailhenc 2 (3) | 6 - 60 | (2) Pia |  |
| 15 décembre 2018 |                     |        |         |  |
| 15 décembre 2018 |                     |        |         |  |

## Seizièmes-de-finale (12-13 janvier 2019)
Les seizeièmes-de-finale voient l'entrée en compétition des clubs d'Élite 1.
Légende : (1) Elite 1, (2) Elite 2 , (3) DN ou Fédérale.
| 13 janvier 2019 | Tonneins (3) | 0 - 58 | (1) Albi |  |
| 13 janvier 2019 |              |        |          |  |
| 13 janvier 2019 |              |        |          |  |

| 12 janvier 2019 | Pia (2) | 40 - 28 | (2) Villeneuve-Minervois |  |
| 12 janvier 2019 |         |         |                          |  |
| 12 janvier 2019 |         |         |                          |  |

| 13 janvier 2019 | Val de Dagne (3) | 14 - 44 | (2) Villegailhenc |  |
| 13 janvier 2019 |                  |         |                   |  |
| 13 janvier 2019 |                  |         |                   |  |

| 13 janvier 2019 | Saint-Martin de Crau (3) | 24 - 40 | (2) Entraigues-sur-la-Sorgue |  |
| 13 janvier 2019 |                          |         |                              |  |
| 13 janvier 2019 |                          |         |                              |  |

| 12 janvier 2019 | Apt (3) | 18 - 34 | (2) Lyon-Villeurbanne |  |
| 12 janvier 2019 |         |         |                       |  |
| 12 janvier 2019 |         |         |                       |  |

| 13 janvier 2019 | Toulon (2) | 12 - 16 a.p. | (2) Carpentras |  |
| 13 janvier 2019 |            |              |                |  |
| 13 janvier 2019 |            |              |                |  |

| 13 janvier 2019 | Lézignan (1) | 16 - 9 | (1) Avignon |  |
| 13 janvier 2019 |              |        |             |  |
| 13 janvier 2019 |              |        |             |  |

| 13 janvier 2019 | Aspet (3) | 2 - 62 | (1) Toulouse élite |  |
| 13 janvier 2019 |           |        |                    |  |
| 13 janvier 2019 |           |        |                    |  |

| 13 janvier 2019 | Ramonville (3) | 8 - 56 | (1) Saint-Gaudens |  |
| 13 janvier 2019 |                |        |                   |  |
| 13 janvier 2019 |                |        |                   |  |

| 13 janvier 2019 | Trentels (3) | 18 - 14 | (2) Lescure-Arthes |  |
| 13 janvier 2019 |              |         |                    |  |
| 13 janvier 2019 |              |         |                    |  |

| 13 janvier 2019 | Pujols (3) | 12 - 56 | (1) Villeneuve-sur-Lot |  |
| 13 janvier 2019 |            |         |                        |  |
| 13 janvier 2019 |            |         |                        |  |

| 13 janvier 2019 | Cahors (3) | 2 - 64 | (2) Villefranche-de-Rouergue |  |
| 13 janvier 2019 |            |        |                              |  |
| 13 janvier 2019 |            |        |                              |  |

| 13 janvier 2019 | Baho (2) | 14 - 36 | (1) Limoux |  |
| 13 janvier 2019 |          |         |            |  |
| 13 janvier 2019 |          |         |            |  |

| 12 janvier 2019 | Toulouges (3) | 10 - 58 | (1) Carcassonne |  |
| 12 janvier 2019 |               |         |                 |  |
| 12 janvier 2019 |               |         |                 |  |

| 13 janvier 2019 | Barcarès/Le Soler (3) | 18 - 42 | (1) Palau-del-Vidre |  |
| 13 janvier 2019 |                       |         |                     |  |
| 13 janvier 2019 |                       |         |                     |  |

| 12 janvier 2019 | Ferrals-les-Corbières (2) | 12 - 54 | (1) Saint-Estève XIII Catalan |  |
| 12 janvier 2019 |                           |         |                               |  |
| 12 janvier 2019 |                           |         |                               |  |

## Huitièmes-de-finale (9-10 mars 2019)
Les huitièmes-de-finale voient l'affrontement des oppositions entre neuf clubs d'Elite 1, six clubs de d'Elite 2 et un club de Division nationale 1
Légende : (1) Elite 1, (2) Elite 2 , (3) DN ou Fédérale.
| 9 mars 2019 16h00 | Lyon-Villeurbanne (2)                                                    | 12 - 24 (12 - 6) | (2) Carpentras | Stade Georges Lyvet Arbitre : M. Matter |
| 9 mars 2019 16h00 | Essai(s) : Lopez (23e), Aouadi (77e) Pénalité(s) : Laachiri (23e et 77e) |                  | Essai(s) : Zivanovic (15e et 38e), Azamri (47e), Ammari (72e) Transformation(s) : Comtat (15e et 47e) Pénalité(s) : Comtat (20e et 68e) | Stade Georges Lyvet Arbitre : M. Matter |
| 9 mars 2019 16h00 |                                                                          |                  | | Stade Georges Lyvet Arbitre : M. Matter |

| 10 mars 2019 15h00 | Villegailhenc Aragon (2) | 84 - 6 (40 - 6) | (2) Entraigues                                               | Stade Jérôme Rieu Arbitre : M. Casty |
| 10 mars 2019 15h00 | Essai(s) : Renu (2e, 11e et 21e), Percheron (7e), Guiraud (15e), Marot (23e, 60e), Gau (31e, 34e et 45e), Pau (53e), Montclus (57e), Delarose (64e), Durou (67e), Artiga (70e), Montero (77e) Transformation(s) : Marot (2), Limongi (2), Ah Van (3), Escanuela (1), M. Banquet (1), Montero (1) |                 | Essai(s) : Cattier (39e) Transformation(s) : Bessaadia (39e) | Stade Jérôme Rieu Arbitre : M. Casty |
| 10 mars 2019 15h00 | |                 |                                                              | Stade Jérôme Rieu Arbitre : M. Casty |

| 10 mars 2019 15h00 | Saint-Gaudens (1) | 30 - 46 | (1) Saint-Estève XIII Catalan | Stade du Saudet |
| 10 mars 2019 15h00 |                   |         |                               | Stade du Saudet |
| 10 mars 2019 15h00 |                   |         |                               | Stade du Saudet |

| 10 mars 2019 15h00 | Trentels (3)              | 4 - 106 (0 - 60) | (1) Carcassonne | Stade de Lustrac Arbitre : M. Nicaud |
| 10 mars 2019 15h00 | Essai(s) : Schwartz (57e) |                  | Essai(s) : Tumusa (2e, 13e et 18e), Soubeyras (10e), Khedimi (16e), Canet (21e), Tost (24e), Albert (29e), Agullo (33e, 44e et 51e), Anderson (36e), Coline (46e et 73e), Arrans (48e), Franco (54e et 66e), Tétart (76e) Transformation(s) : Albert (10), Franco (7) | Stade de Lustrac Arbitre : M. Nicaud |
| 10 mars 2019 15h00 |                           |                  | | Stade de Lustrac Arbitre : M. Nicaud |

| 10 mars 2019 15h00 | Toulouse élite (1)                                                                                            | 16 - 38 (6 - 16) | (1) Limoux | Stade Struxiano 300 spectateurs |
| 10 mars 2019 15h00 | Essai(s) : Thérond (18e), Kennedy (60e), Jussaume (64e) Transformation(s) : Pallares (19e), Bouscayrol (65e), |                  | Essai(s) : Mazars (7e), Noki (12e), Yesa (32e), Puso (42e et 52e), B. Vergniol (74e), L. Vergniol (76e) Transformation(s) : Stig (12e, 33e, 43e, 53e et 77e) | Stade Struxiano 300 spectateurs |
| 10 mars 2019 15h00 | |                  | | Stade Struxiano 300 spectateurs |

| 10 mars 2019 15h00 | Villefranche-Aveyron (2) | 0 - 58 (0 - 28) | (1) Lézignan | Stade Henri Lagarde Arbitre : M. Delarose |
| 10 mars 2019 15h00 |                          | Essai(s) : Bartusiak (2e), Cardace (8e), Bouzinac (15e), Albert (27e et 51e), Ors (30e), Waeldo (40e et 45e), Bonneriez (46e), Gregorius (58e et 61e), Benausse (63e) Transformation(s) : Bouzinac (27e, 30e et 63e), Cardace (46e et 51e) |              | Stade Henri Lagarde Arbitre : M. Delarose |
| 10 mars 2019 15h00 |                          | |              | Stade Henri Lagarde Arbitre : M. Delarose |

| 10 mars 2019 15h00 | Pia (2)                                                                        | 14 - 44 (10 - 26) | (1) Palau | Stade Daniel Ambert Arbitre : M. José Perreira |
| 10 mars 2019 15h00 | Essai(s) : Garcia (26e),Gonzalez (36e et 44e), Transformation(s) : Franck (1), |                   | Essai(s) : Jimenez (2e), Carrère (2e), Flovie (2e), Djalout (2e), Merbah (2e), Herrero (2e), Boudebza (2e) Transformation(s) : Herrero (6) | Stade Daniel Ambert Arbitre : M. José Perreira |
| 10 mars 2019 15h00 |                                                                                |                   | | Stade Daniel Ambert Arbitre : M. José Perreira |

| 10 mars 2019 16h30 | Albi (1)                                                                                              | 14 - 12 (0 - 6) | (1) Villeneuve-sur-Lot                                                             | Stade Mazicou 300 spectateurs |
| 10 mars 2019 16h30 | Essai(s) : Mazars (53e), Grant (71e) Transformation(s) : Fabre (71e) Pénalité(s) : Fabre (57e et 76e) |                 | Essai(s) : Hermosilla (11e), Ugaïa (61e) Transformation(s) : Decarnin (11e et 61e) | Stade Mazicou 300 spectateurs |
| 10 mars 2019 16h30 | |                 |                                                                                    | Stade Mazicou 300 spectateurs |

## Quarts-de-finale (31-31 mars 2019)
Les quarts-de-finale voient l'affrontement des oppositions entre six clubs d'Elite 1 et  deux clubs de d'Elite 2.
Légende : (1) Elite 1, (2) Elite 2 , (3) DN ou Fédérale.
| 30 mars 2019 | Albi (1)                                                                                  | 20 - 45 (10 - 23) | (1) Carcassonne | Arbitre : M. Mohamed Drizza M. Vernhes |
| 30 mars 2019 | Essai(s) : Pedrero (3e et 42e), Grant (35e et 67e) Transformation(s) : Fabre (35e et 67e) |                   | Essai(s) : Agullo (13e), A. Escamilla (19e), Lo (23e et 51e), Anderson (39e), Tumusa (61e), Soum (75e), Soubeyras (80e) Transformation(s) : Albérola (13e, (23e, 39e, 61e et 75e) Pénalité(s) : Albérola (58e) Drop(s) : Albérola (31e) | Arbitre : M. Mohamed Drizza M. Vernhes |
| 30 mars 2019 |                                                                                           |                   | | Arbitre : M. Mohamed Drizza M. Vernhes |

| 31 mars 2019 | Villegailhenc Aragon (2) | 20 - 28 (16 - 10) | (1) Lézignan | Arbitre : M. Pereira |
| 31 mars 2019 | Essai(s) : Ah Van (9e), Escanuéla (25e), Makisi (33e), Chaumont (46e) Transformation(s) : Limongi (1) Pénalité(s) : Limongi (37e) |                   | Essai(s) : Waeldo (1re et 73e), Leary (19e), Tribillac (55e), Gouzy (67e) Transformation(s) : Cardace (2), Bouzinac (1) Pénalité(s) : Bouzinac (75e) | Arbitre : M. Pereira |
| 31 mars 2019 | |                   | | Arbitre : M. Pereira |

| 31 mars 2019 | Carpentras (2) | 14 - 50 (8 - 22) | (1) Saint-Estève XIII Catalan | Arbitre : M. Benjamin Casty |
| 31 mars 2019 | Essai(s) : Delic (8e), Bida (37e), Comtat (59e) Transformation(s) : Bravo (59e) Carton(s) jaune(s) : Mouton (31e) et Bravo (70e) |                  | Essai(s) : Brochon (16e et 76e), Pomeroy (30e), Mourgue (34e), Séguier (39e), Martin (44e et 73e), Vailhen (47e), Bartès (71e) Transformation(s) : Guasch (16e, 30e, 34e, 47e, 73e et 76e) Carton(s) jaune(s) : Perez (29e) | Arbitre : M. Benjamin Casty |
| 31 mars 2019 | |                  | | Arbitre : M. Benjamin Casty |

| 31 mars 2019 | Palau (1) | 14 - 40 (2 - 28) | (1) Limoux | 400 spectateurs Arbitre : M. Vincent |
| 31 mars 2019 | Essai(s) : Sebea (45e), Sigismeau (48e) Transformation(s) : Herrero (45e et 48e) Pénalité(s) : Herrero ((5e) |                  | Essai(s) : Garrouste (10e, 30e et 33e), Murcia (14e), Mickalezick (20e), Béteille (75e), Lavesnes (80e) Transformation(s) : Murcia (10e, 14e, 20e et 33e), Lavesnes (75e et 80e) | 400 spectateurs Arbitre : M. Vincent |
| 31 mars 2019 | |                  | | 400 spectateurs Arbitre : M. Vincent |

## Demi-finales (4 mai 2019)
| 4 mai 2019 | Limoux (1)                                                                                     | 12 - 47 (8 - 24) | (1) Saint-Estève XIII Catalan | Stade Albert-Domec, Carcassonne 1 000 spectateurs Arbitre : MM. Benjamin Casty et Mohamed Drizza |
| 4 mai 2019 | Essai(s) : B. Vergniol (31e), Puso (35e), Mingaud (57e) Carton(s) jaune(s) : B. Vergniol (17e) |                  | Essai(s) : Carré (12e), Séguier (17e), Mourgue (20e, 45e), Ambert (28e), Guasch (53e), Perez (71e), Chan (65e), Transformation(s) : Guasch (53e, 53e, 53e, 53e, 53e) et Brochon (53e) Drop(s) : Guasch (77e) Carton(s) jaune(s) : Carré (24e) | Stade Albert-Domec, Carcassonne 1 000 spectateurs Arbitre : MM. Benjamin Casty et Mohamed Drizza |
| 4 mai 2019 |                                                                                                |                  | | Stade Albert-Domec, Carcassonne 1 000 spectateurs Arbitre : MM. Benjamin Casty et Mohamed Drizza |

| 4 mai 2019 | Lézignan (1) | 18 - 30 (6 - 26) | (1) Carcassonne | Stade Albert-Domec, Carcassonne 1 000 spectateurs Arbitre : MM Vincent et Kevin de la Rose |
| 4 mai 2019 | Essai(s) : Tribillac (35e), Tisseyre (62e), L. Albert (78e), Transformation(s) : Tribillac (35e, 62e) et Benausse (78e) Carton(s) jaune(s) : V. Albert (20e) |                  | Essai(s) : V. Albert (5e, 73e), Khedimi (21e), Lo (24e, 27e), Djalout (30e) Transformation(s) : Albérola (21e, 24e, 30e) Carton(s) jaune(s) : Canet (42e) | Stade Albert-Domec, Carcassonne 1 000 spectateurs Arbitre : MM Vincent et Kevin de la Rose |
| 4 mai 2019 | |                  | | Stade Albert-Domec, Carcassonne 1 000 spectateurs Arbitre : MM Vincent et Kevin de la Rose |

## Finale (9 juin 2019)
(mt : 10 - 6)
Points marqués :
- Carcassonne : 4 essais de B. Escamilla (9e), Lo (13e), Soubeyras (44e), Tumusa (73e) ; 3 transformations d'Albérola (13e, 44e, 73e)
- Saint-Estève XIII Catalan : 1 essai de Salabio (22e) ; 1 transformation de Guasch (22e)

Évolution du score : 4-0, 10-0, 10-6, 16-6, 22-6
Arbitre : Mohamed Drizza et Benjamin Casty
Spectateurs : 4 000
Composition des équipes :
- Carcassonne : Tony Tumusa - Garry Lo, Vincent Albert, Nabil Djalout, Clément Soubeyras, - Luc Franco, Alexis Albérola - Florent Rouanet, Matthieu Khedimi, Bastien Escamilla (c), Bastien Canet, Jean-Philippe Baile, Amar Sabri - Geoffrey Zava, Jamie Anderson, Damien Tétart, Jonathan Soum - Entraîneur : Patrick Albérola
- Saint-Estève XIII Catalan : Robin Brochon - Ugo Martin, Ben Pomeroy, Thomas Ambert, Romain Franco - Joan Guasch, Arthur Mourgue - Arnaud Bartès, Alexis Mesresta-Doucet, Mathieu Cozza, Ugo Perez, Paul Séguier, Thibaud Margalet - Valentin Zafra, Corentin Le Cam, Sébastien Bled, Hugo Salabio - Entraîneur : Benoît Albert

La finale se déroule le dimanche 9 juin 2019 à 18h30, et elle est télévisée sur la chaîne ViàOccitanie.
A noter qu'elle est arbitrée par un duo d'arbitres, comme pour la NRL australienne.
Pour certains observateurs, elle oppose des Carcassonnais, « qui avaient parfaitement quadrillé le terrain », à des Catalans « dotés de jeunes avants formidables ».

## Synthèse

### Nombre d'équipes par division et par tour
| Divisions / Manches      | 1er tour | 2e tour | Seizièmes de finale | Huitièmes de finale | Quarts de finale | Demi-finales | Finale |
| ------------------------ | -------- | ------- | ------------------- | ------------------- | ---------------- | ------------ | ------ |
| Élite 1 10 clubs         | absents  | absents | 10                  | 9                   | 6                | 4            | 2      |
| Élite 2 12 clubs         | absents  | 12      | 11                  | 6                   | 2                | -            | -      |
| DN1 ou Fédérale 33 clubs | 2        | 32      | 11                  | 1                   | -                | -            | -      |

### Le parcours des clubs de E1 et E2
- Les clubs d'Elite 2 font leur entrée dans la compétition lors du second tour.
- Les clubs d'Elite 1 font leur entrée dans la compétition lors des seizièmes de finale.

| Club (Elite 1)            | Saison précédente | Saison 2019     |
| ------------------------- | ----------------- | --------------- |
| Saint-Estève XIII Catalan | Vainqueur         | Finaliste       |
| Limoux                    | Finaliste         | 1/2 finale      |
| Albi                      | 1/2 finale        | 1/4 de finale   |
| Lézignan                  | 1/2 finale        | 1/2 finale      |
| Avignon                   | 1/4 de finale     | 1/16e de finale |
| Carcassonne               | 1/4 de finale     | Vainqueur       |
| Palau-del-Vidre           | 1/4 de finale     | 1/4 de finale   |
| Saint-Gaudens             | 1/8e de finale    | 1/8e de finale  |
| Toulouse Elite            | 1/8e de finale    | 1/8e de finale  |
| Villeneuve-sur-Lot        | 1/16e de finale   | 1/8e de finale  |

| Club (Elite 2)           | Saison précédente | Saison 2019     |
| ------------------------ | ----------------- | --------------- |
| Villegailhenc            | 1/4 de finale     | 1/4 de finale   |
| Ferrals                  | 1/8e de finale    | 1/16e de finale |
| Salon-de-Provence        | 1/8e de finale    | 2e tour         |
| Baho                     | 1/16e de finale   | 1/16e de finale |
| Carpentras               | 1/16e de finale   | 1/4 de finale   |
| Entraigues-sur-la-Sorgue | 1/16e de finale   | 1/8e de finale  |
| Lescure-Arthes           | 1/16e de finale   | 1/16e de finale |
| Lyon-Villeurbanne        | 1/16e de finale   | 1/8e de finale  |
| Toulon                   | 1/16e de finale   | 1/16e de finale |
| Villefranche-de-Rouergue | 1/16e de finale   | 1/8e de finale  |
| Pia                      | 1/16e de finale   | 1/8e de finale  |
| Villeneuve-Minervois     | 1/32e de finale   | 1/16e de finale |

### Clubs éliminés par des clubs de division inférieure
| Club vainqueur | Club perdant           | Tour            |
| -------------- | ---------------------- | --------------- |
| Apt (DN1)      | Salon-de-Provence (E2) | 2e tour         |
| Trentels (DN1) | Lescure-Arthes (E2)    | 1/16e de finale |

## Médias
Les rencontres sont commentées en direct sur radio Marseillette, et Midi Olympique en rend compte chaque lundi dans son « édition rouge ». Selon leur pratique, les publications britanniques Rugby League World (mensuel) et Rugby Leaguer&League Express (hebdomadaire) couvrent également la Coupe. Les journaux régionaux L'Indépendant et la Dépêche du Midi suivent également la compétition, le fait qu'ils soient bien souvent compris dans les offres d'abonnement « presse » des fournisseurs d'accès d'internet ou des opérateurs mobiles (kiosque sur smartphone) leur donnant la possibilité d'être lus au-delà de leurs régions d'origine. Le magazine australien Rugby League Review devait également suivre la coupe a minima en en donnant les résultats et en relatant les phases finales.
Début 2019, la Fédération française de rugby à XIII est toujours en pourparlers avec d'éventuels diffuseurs pour une retransmission télévisée des matchs.